# Ducado de Santa Elena

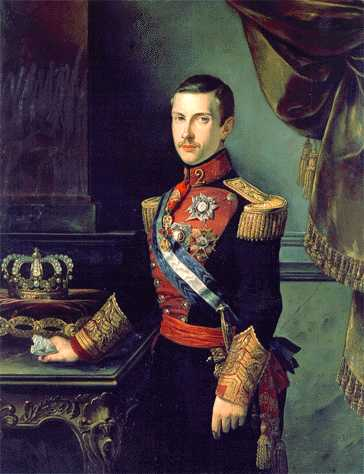
Francisco de Asís de Borbón, rey consorte de España, tío carnal del i duque de Santa Elena.

El ducado de Santa Elena es un título nobiliario español, con grandeza de España asociada, creado por Real Cédula el 31 de julio de 1917 por el rey Alfonso XIII para su pariente Alberto Enrique María de Borbón y Castellví, teniente general, i marqués de Santa Elena, título concedido el 31 de octubre de 1878 por el rey Alfonso XII, que quedó suprimido al eleverse a ducado con la misma denominación.

## Marqueses de Santa Elena
|                                   | Titular                                      | Periodo                  |
| Creación por Alfonso XII          | Creación por Alfonso XII                     | Creación por Alfonso XII |
| --------------------------------- | -------------------------------------------- | ------------------------ |
| i                                 | Alberto Enrique María de Borbón y Castellví  | 1878-1917                |
| Elevado a ducado por Alfonso XIII |                                              |                          |
| i                                 | Alberto Enrique María de Borbón y Castellví  | 1917-1939                |
| ii                                | Alberto María de Borbón y d'Ast              | 1940-1959                |
| iii                               | Alberto Enrique de Borbón y Pérez del Pulgar | 1960-1995                |
| iv                                | Alfonso Gonzalo de Borbón y Sanchiz          | 1995-actual titular      |

## Primer titular
Alberto Enrique de Borbón y Castellví era hijo del Infante Enrique María Fernando Carlos Francisco Luis de Borbón y Borbón-Dos Sicilias, i duque de Sevilla y de su esposa Elena de Castellví y Shelly, con quién había casado morganáticamente. Elena de Castellví y Shelly era hija de Francisco de Paula de Castellví y Fernández de Córdoba, xii conde de Villanueva, x conde de Castellá, viii conde de Carlet.
Su padre, al que se le retiró repetidas veces y al fin definitivamente el tratamiento de Infante de España, era hijo del Infante Francisco de Paula de Borbón, siendo por tanto hermano de Francisco de Asís de Borbón, esposo de la reina Isabel II. Fue muerto en duelo por Antonio de Orleans, duque de Montpensier, cuñado de Isabel II, que estaba casado con la Infanta María Luisa Fernanda, hermana de la reina.
Al morir su padre en el duelo, Alberto Enrique y sus hermanos, Enrique y Francisco, fueron recogidos por la reina Isabel II y su marido Francisco de Asís, que ya se encontraban en el exilio, viviendo en París en el llamado Palacio Castilla, hoy Embajada de España en Francia. Estudió en París en el elitista Liceo Enrique IV, que tuvo que abandonar por falta de pago. Durante mucho tiempo se negó a recibir la indemnización de 30 000 pesetas, cantidad considerable en esa época, que le ofreció el duque de Montpensier en compensación por haber matado a su padre en duelo, aunque al fin la necesidad le obligó a aceptarla.
El nuevo rey de Italia, Víctor Manuel II, alertado de la precaria situación de los jóvenes Borbón-Sevilla, les ofreció un palacio en Florencia con servidumbre y coche, pero su tío, el rey consorte, Francisco de Asís, no lo consideró conveniente y les negoció el ingreso en el ejército francés. Posteriormente Alberto y sus hermanos Enrique y Francisco se unieron al ejército del pretendiente carlista Carlos VII, hasta que con la restauración de la monarquía en España, en 1875, con Alfonso XII, se pasaron a las filas alfonsinas.

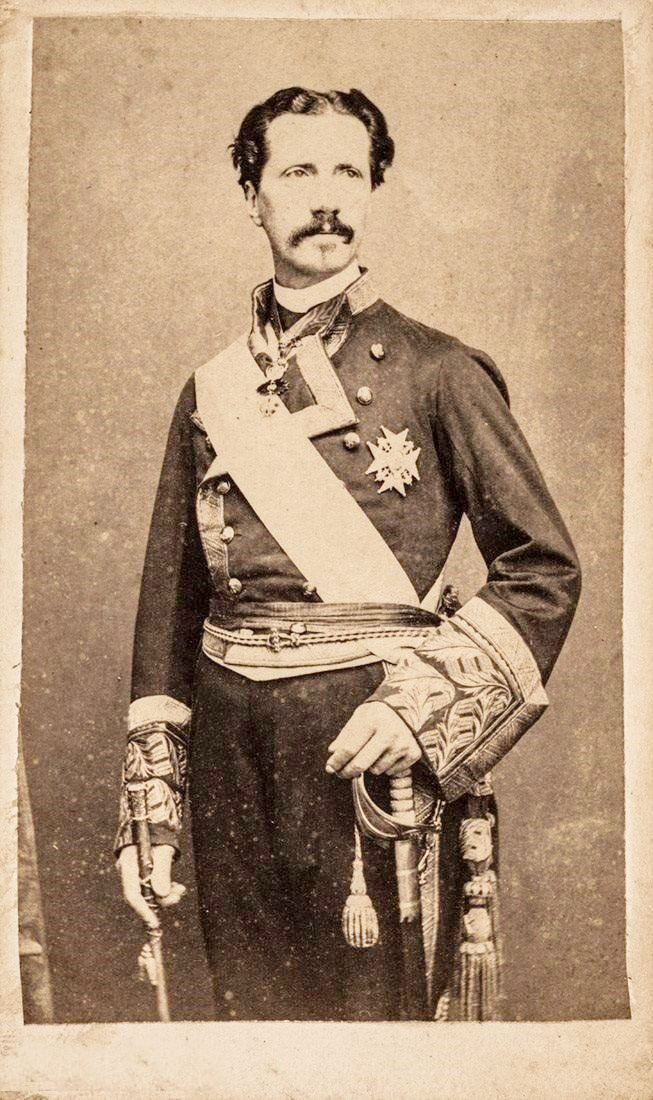
Infante Enrique de Borbon, duque de Sevilla

Enrique, el mayor de los hermanos, sucedió a su padre en el Ducado de Sevilla en 1882, mientras que Alberto permaneció en el ejército y obtuvo el Marquesado de Santa Elena, elevado posteriormente a ducado.

## Historia de los marqueses y duques de Santa Elena
- Alberto Enrique de Borbón y Castellví (1854-1939), i marqués de Santa Elena y i duque de Santa Elena, teniente general del Ejército, capitán general de Valladolid y Canarias. Caballero de la Insigne Orden del Toisón de Oro,[1] caballero de la Orden Militar de Calatrava,[2] caballero Gran Cruz de la Orden de San Lázaro de Jerusalén.

1. Casó en primeras nupcias con su prima-hermana Margarita d'Ast de Novelé, casó en segundas nupcias con Clotilde Gertrudis Gallo y Díaz de Bustamante (1869-1936), Dama de la Reina Victoria Eugenia de España, de la immemorial Casa de Gallo en Escalada, de quién no hubo sucesión, y casó en terceras nupcias con Isabel Rodríguez de Castro, Bueno, de Castro, de Mena, García-Hidalgo y Hernández-Pinzón, de los marqueses de Bueno (bisabuela de Leoncio Alonso González de Gregorio y Álvarez de Toledo, duque de Medina Sidonia y de María del Pilar González de Gregorio), de quién tampoco tuvo sucesión. Le sucedió, de su primer matrimonio, su hijo:

- Alberto María Francisco de Paula Enrique Vicente Ferrer Luis Isidro Benigno Oscar de Borbón y d'Ast (1883-1959), ii duque de Santa Elena.

1. Casó con María Luisa Pintó y Lecanda, de quién tuvo a su hijo Alfonso María Alberto Luis José de Calasanz Antonio de Paula Javier Pedro Regaldo de Borbón y Pintó, que casó con María de las Angustias Pérez del Pulgar y Alba, viii marquesa de Santa Fe de Guardiola, hija de Cristóbal Pérez del Pulgar y Ramírez de Arellano, i marqués del Albaicín, quienes tuvieron dos hijos. Le sucedió su nieto:

- Alberto Enrique de Borbón y Pérez del Pulgar (1933-1995), iii duque de Santa Elena, ix marqués de Santa Fe de Guardiola.

1. Casó con Eugenia Sanchiz y Mendaro, hija de Gonzalo María Sanchiz y Calatayud, iii marqués de Montemira. Le sucedió su hijo:

- Alfonso Gonzalo de Borbón y Sanchiz, iv duque de Santa Elena, xvv marqués de Santa Fe de Guardiola, miembro de la Real Asociación de Hidalgos de España.

1. Casó en primeras nupcias con Patricia Doornkamp, de quién no tuvo sucesión, y casó en segundas nupcias con María Escrivá de Romaní y Soto, hija de Luis Escrivá de Romaní y Patiño, v conde de Glimes, y de su esposa María de Soto y Carvajal, quien a su vez era hija de Fernando de Soto y Domecq, xii marqués de Santaella y conde de Puertohermoso.

## Árbol genealógico
|                                                                                               |                                                                                               |                                                                                               |                                                                                               | Carlos IV de España (1748-1819)                                                               |                                                                                               |  |  |                                                                      |                                                                      |                                                                      |                                                                      |                                                                      |                                                                      |  |  |  |  |  |  |  |  |  |  |  |  |  |  |  |  |  |  |
|                                                                                               |                                                                                               |                                                                                               |                                                                                               |                                                                                               |                                                                                               |  |  |                                                                      |                                                                      |                                                                      |                                                                      |                                                                      |                                                                      |  |  |  |  |  |  |  |  |  |  |  |  |  |  |  |  |  |  |
|                                                                                               |                                                                                               |                                                                                               |                                                                                               | Francisco de Paula de Borbón, infante de España (1794-1865)                                   |                                                                                               |  |  |                                                                      |                                                                      |                                                                      |                                                                      |                                                                      |                                                                      |  |  |  |  |  |  |  |  |  |  |  |  |  |  |  |  |  |  |
|                                                                                               |                                                                                               |                                                                                               |                                                                                               |                                                                                               |                                                                                               |  |  |                                                                      |                                                                      |                                                                      |                                                                      |                                                                      |                                                                      |  |  |  |  |  |  |  |  |  |  |  |  |  |  |  |  |  |  |
|                                                                                               |                                                                                               |                                                                                               |                                                                                               |                                                                                               |                                                                                               |  |  |                                                                      |                                                                      |                                                                      |                                                                      |                                                                      |                                                                      |  |  |  |  |  |  |  |  |  |  |  |  |  |  |  |  |  |  |
| Francisco de Asís de Borbón, Rey de España Con sucesión en los Reyes de España (1822-1902)    | Francisco de Asís de Borbón, Rey de España Con sucesión en los Reyes de España (1822-1902)    | Francisco de Asís de Borbón, Rey de España Con sucesión en los Reyes de España (1822-1902)    | Francisco de Asís de Borbón, Rey de España Con sucesión en los Reyes de España (1822-1902)    | Francisco de Asís de Borbón, Rey de España Con sucesión en los Reyes de España (1822-1902)    | Francisco de Asís de Borbón, Rey de España Con sucesión en los Reyes de España (1822-1902)    |  |  | Enrique de Borbón, infante de España, i duque de Sevilla (1823-1870) | Enrique de Borbón, infante de España, i duque de Sevilla (1823-1870) | Enrique de Borbón, infante de España, i duque de Sevilla (1823-1870) | Enrique de Borbón, infante de España, i duque de Sevilla (1823-1870) | Enrique de Borbón, infante de España, i duque de Sevilla (1823-1870) | Enrique de Borbón, infante de España, i duque de Sevilla (1823-1870) |  |  |  |  |  |  |  |  |  |  |  |  |  |  |  |  |  |  |
| Francisco de Asís de Borbón, Rey de España Con sucesión en los Reyes de España (1822-1902)    | Francisco de Asís de Borbón, Rey de España Con sucesión en los Reyes de España (1822-1902)    | Francisco de Asís de Borbón, Rey de España Con sucesión en los Reyes de España (1822-1902)    | Francisco de Asís de Borbón, Rey de España Con sucesión en los Reyes de España (1822-1902)    | Francisco de Asís de Borbón, Rey de España Con sucesión en los Reyes de España (1822-1902)    | Francisco de Asís de Borbón, Rey de España Con sucesión en los Reyes de España (1822-1902)    |  |  | Enrique de Borbón, infante de España, i duque de Sevilla (1823-1870) | Enrique de Borbón, infante de España, i duque de Sevilla (1823-1870) | Enrique de Borbón, infante de España, i duque de Sevilla (1823-1870) | Enrique de Borbón, infante de España, i duque de Sevilla (1823-1870) | Enrique de Borbón, infante de España, i duque de Sevilla (1823-1870) | Enrique de Borbón, infante de España, i duque de Sevilla (1823-1870) |  |  |  |  |  |  |  |  |  |  |  |  |  |  |  |  |  |  |
|                                                                                               |                                                                                               |                                                                                               |                                                                                               |                                                                                               |                                                                                               |  |  |                                                                      |                                                                      |                                                                      |                                                                      |                                                                      |                                                                      |  |  |  |  |  |  |  |  |  |  |  |  |  |  |  |  |  |  |
| Enrique Pío de Borbón, ii duque de Sevilla (1848-1894) Con sucesión en los duques de Sevilla. | Enrique Pío de Borbón, ii duque de Sevilla (1848-1894) Con sucesión en los duques de Sevilla. | Enrique Pío de Borbón, ii duque de Sevilla (1848-1894) Con sucesión en los duques de Sevilla. | Enrique Pío de Borbón, ii duque de Sevilla (1848-1894) Con sucesión en los duques de Sevilla. | Enrique Pío de Borbón, ii duque de Sevilla (1848-1894) Con sucesión en los duques de Sevilla. | Enrique Pío de Borbón, ii duque de Sevilla (1848-1894) Con sucesión en los duques de Sevilla. |  |  | Alberto de Borbón, i duque de Santa Elena (1854-1939)                | Alberto de Borbón, i duque de Santa Elena (1854-1939)                | Alberto de Borbón, i duque de Santa Elena (1854-1939)                | Alberto de Borbón, i duque de Santa Elena (1854-1939)                | Alberto de Borbón, i duque de Santa Elena (1854-1939)                | Alberto de Borbón, i duque de Santa Elena (1854-1939)                |  |  |  |  |  |  |  |  |  |  |  |  |  |  |  |  |  |  |
| Enrique Pío de Borbón, ii duque de Sevilla (1848-1894) Con sucesión en los duques de Sevilla. | Enrique Pío de Borbón, ii duque de Sevilla (1848-1894) Con sucesión en los duques de Sevilla. | Enrique Pío de Borbón, ii duque de Sevilla (1848-1894) Con sucesión en los duques de Sevilla. | Enrique Pío de Borbón, ii duque de Sevilla (1848-1894) Con sucesión en los duques de Sevilla. | Enrique Pío de Borbón, ii duque de Sevilla (1848-1894) Con sucesión en los duques de Sevilla. | Enrique Pío de Borbón, ii duque de Sevilla (1848-1894) Con sucesión en los duques de Sevilla. |  |  | Alberto de Borbón, i duque de Santa Elena (1854-1939)                | Alberto de Borbón, i duque de Santa Elena (1854-1939)                | Alberto de Borbón, i duque de Santa Elena (1854-1939)                | Alberto de Borbón, i duque de Santa Elena (1854-1939)                | Alberto de Borbón, i duque de Santa Elena (1854-1939)                | Alberto de Borbón, i duque de Santa Elena (1854-1939)                |  |  |  |  |  |  |  |  |  |  |  |  |  |  |  |  |  |  |
|                                                                                               |                                                                                               |                                                                                               |                                                                                               |                                                                                               |                                                                                               |  |  | Alberto de Borbón, ii duque de Santa Elena (1883-1959)               |                                                                      |                                                                      |                                                                      |                                                                      |                                                                      |  |  |  |  |  |  |  |  |  |  |  |  |  |  |  |  |  |  |
|                                                                                               |                                                                                               |                                                                                               |                                                                                               |                                                                                               |                                                                                               |  |  |                                                                      |                                                                      |                                                                      |                                                                      |                                                                      |                                                                      |  |  |  |  |  |  |  |  |  |  |  |  |  |  |  |  |  |  |
|                                                                                               |                                                                                               |                                                                                               |                                                                                               |                                                                                               |                                                                                               |  |  | Alfonso de Borbón, marqués de Santa Fe de Guardiola (1909-1938)      |                                                                      |                                                                      |                                                                      |                                                                      |                                                                      |  |  |  |  |  |  |  |  |  |  |  |  |  |  |  |  |  |  |
|                                                                                               |                                                                                               |                                                                                               |                                                                                               |                                                                                               |                                                                                               |  |  |                                                                      |                                                                      |                                                                      |                                                                      |                                                                      |                                                                      |  |  |  |  |  |  |  |  |  |  |  |  |  |  |  |  |  |  |
|                                                                                               |                                                                                               |                                                                                               |                                                                                               |                                                                                               |                                                                                               |  |  | Alberto de Borbón, iii duque de Santa Elena (1933-1995)              |                                                                      |                                                                      |                                                                      |                                                                      |                                                                      |  |  |  |  |  |  |  |  |  |  |  |  |  |  |  |  |  |  |
|                                                                                               |                                                                                               |                                                                                               |                                                                                               |                                                                                               |                                                                                               |  |  |                                                                      |                                                                      |                                                                      |                                                                      |                                                                      |                                                                      |  |  |  |  |  |  |  |  |  |  |  |  |  |  |  |  |  |  |
|                                                                                               |                                                                                               |                                                                                               |                                                                                               |                                                                                               |                                                                                               |  |  | Alfonso de Borbón, iv duque de Santa Elena (n. 1961)                 |                                                                      |                                                                      |                                                                      |                                                                      |                                                                      |  |  |  |  |  |  |  |  |  |  |  |  |  |  |  |  |  |  |
|                                                                                               |                                                                                               |                                                                                               |                                                                                               |                                                                                               |                                                                                               |  |  |                                                                      |                                                                      |                                                                      |                                                                      |                                                                      |                                                                      |  |  |  |  |  |  |  |  |  |  |  |  |  |  |  |  |  |  |
|                                                                                               |                                                                                               |                                                                                               |                                                                                               |                                                                                               |                                                                                               |  |  | Alfonso de Borbón y Escrivá de Romaní (n. 1995)                      |                                                                      |                                                                      |                                                                      |                                                                      |                                                                      |  |  |  |  |  |  |  |  |  |  |  |  |  |  |  |  |  |  |